# سارة ميلن
سارة ميلن (بالإنجليزية: Sarah Milne)‏ هي لاعبة كرة الريشة بريطانية، ولدت في 17 يناير 1992 في Bardsey, West Yorkshire ‏ في المملكة المتحدة.

## وصلات خارجية
- سارة ميلن على موقع BWF.tournamentsoftware.com (الإنجليزية)
- سارة ميلن على موقع BWFbadminton.com (الإنجليزية)
- سارة ميلن على موقع أوليمبيديا (الإنجليزية)